# Comitas arcana
Comitas arcana é uma espécie de gastrópode do gênero Comitas, pertencente a família Pseudomelatomidae.